# Paràbola del tresor amagat

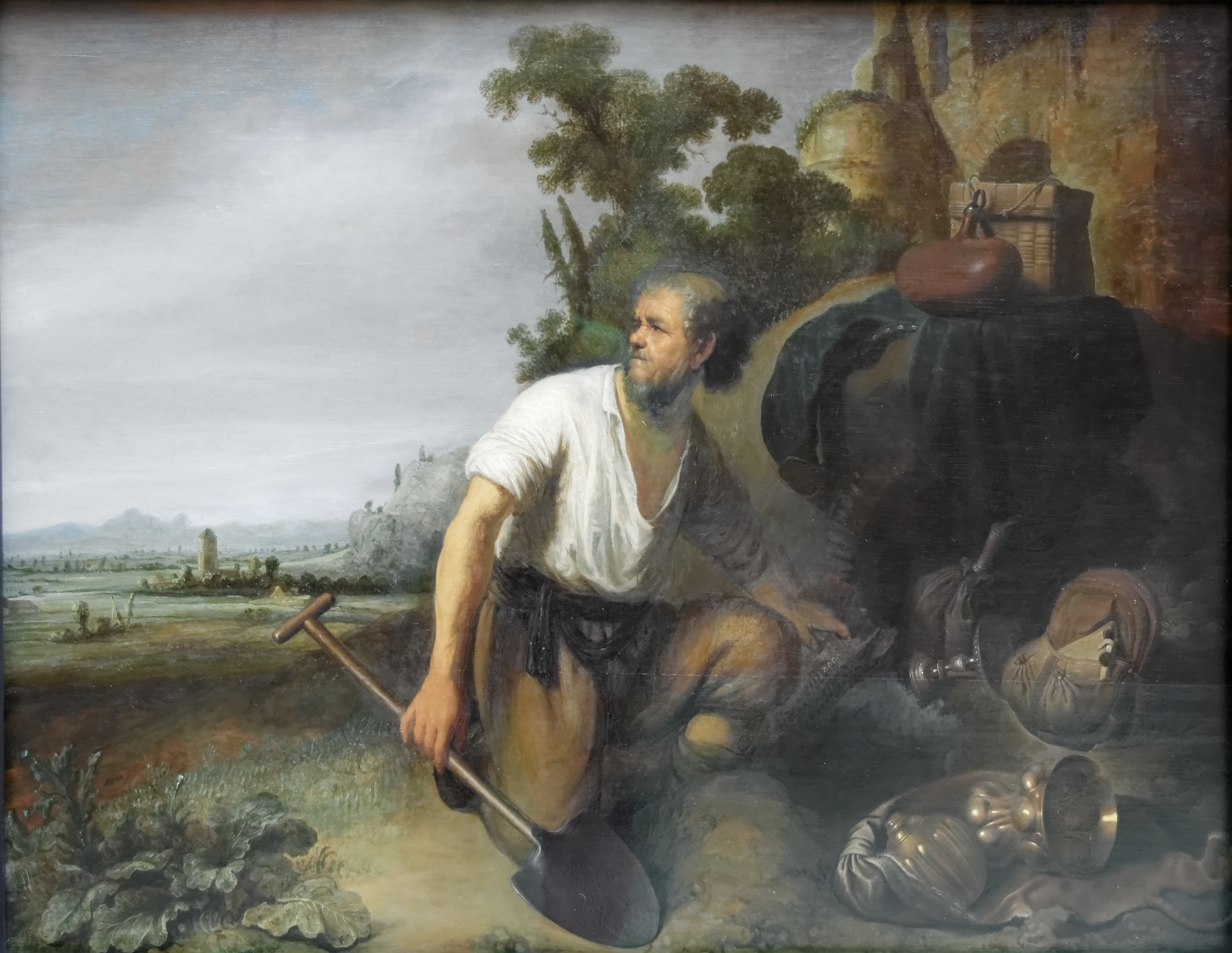
Paràbola del Tresor Amagat de Rembrandt (dècada del 1630).

La paràbola del tresor amagat és una història al·legòrica narrada per Jesús i recollida a Mt, 13: 44, enmig d'altres paràboles similars. El passatge ha estat àmpliament representat per l'art.

## Argument
Un home troba un tresor amagat dins un camp i ven tot el que posseeix per poder adquirir aquell camp i gaudir del tresor

## Anàlisi
Jesús compara explícitament el Regne de Déu amb un tresor, dins una sèrie de paràboles que intenten apropar el concepte als seus seguidors, com les narracions contingudes a la paràbola de la perla, que acompanya la del tresor i té idèntic tractament, la paràbola del gra de mostassa o la paràbola de la llavor que creix tota sola.
Destaca també l'esforç que fa l'home per adquirir el tresor, signe que el creient ha de deixar-ho tot per aconseguir la salvació, molt més preuada que qualsevol possessió terrenal. El fet que aquest estigui amagat significa que el Regne de Déu no és accessible ni evident per a tothom